# الاندماج النووي غير النيوتروني
الاندماج غير النيوتروني هو أي شكل من أشكال الاندماج النووي الذي تحمل فيه النيوترونات كمية قليلة جدًا من الطاقة المنبعثة. في حين أن تفاعلات الاندماج النووي الدنيا تطلق ما يصل إلى 80% من طاقتها على شكل نيوترونات، فإن التفاعلات غير النيوترونية تطلق طاقتها على شكل جسيمات مشحونة، عادةً على شكل بروتونات أو جسيمات ألفا. من شأن الاندماج غير النيوتروني أن يقلل بدرجة كبير المشاكل المرتبطة بالإشعاع النيوتروني مثل الإشعاع الأيوني الضار والتنشيط النيوتروني ومتطلبات الحماية البيولوجية والتعامل عن بعد مع التفاعل والسلامة العامة.
نظرًا لسهولة تحويل طاقة الجسيمات المشحونة إلى طاقة كهربائية مقارنةً بالجسيمات غير المشحونة، فإن التفاعل غير النيوتروني هو خيار جذاب لتوليد الطاقة. يرى بعض المؤيدين أن ذلك سيؤدي لخفض كبير في التكلفة من خلال تحويل الطاقة مباشرةً إلى كهرباء، وكذلك للتخلص من إشعاع النيوترونات الذي يصعب احتواؤه. مع ذلك، فإن الشروط المطلوبة لتسخير الاندماج غير النيوتروني هي أكثر تحديًا من تلك المطلوبة لاندماج الديوتيريوم والتريتيوم الذي يجري اختباره في المفاعل النووي الحراري التجريبي الدولي (آي تي إي آر).

## التفاعلات المُحتملة
لا تنتج العديد من التفاعلات النووية النيوترونات في أيّ من فروعها. هذه هي التفاعلات ذات المقطع النووي الأعلى:
| النظائر                | التفاعل | التفاعل | التفاعل | التفاعل | التفاعل | التفاعل | التفاعل | التفاعل | التفاعل                    |
| ---------------------- | ------- | ------- | ------- | ------- | ------- | ------- | ------- | ------- | -------------------------- |
| الديوتيريوم الهيليوم 3 | 2D      | +       | 3He     | →       |         | 4He     | +       | 1p      | + 18.3 مليون إلكترون فولت  |
| الديوتيريوم الليثيوم 6 | 2D      | +       | 6Li     | →       | 2       | 4He     |         |         | + 22.4 مليون إلكترون فولت  |
| البروتون الليثيوم 6    | 1p      | +       | 6Li     | →       |         | 4He     | +       | 3He     | + 4.0 مليون إلكترون فولت   |
| الهليوم 3 الليثيوم 6   | 3He     | +       | 6Li     | →       | 2       | 4He     | +       | 1p      | + 16.9 مليون إلكترون فولت  |
| الهليوم3 الهيليوم 3    | 3He     | +       | 3He     | →       |         | 4He     | +       | 2 1p    | + 12.86 مليون إلكترون فولت |
| البروتون الليثيوم 7    | 1p      | +       | 7Li     | →       | 2       | 4He     |         |         | + 17.2 مليون إلكترون فولت  |
| البروتون البورون 11    | 1p      | +       | 11B     | →       | 3       | 4He     |         |         | + 8.7 مليون إلكترون فولت   |
| البروتون النيتروجين    | 1p      | +       | 15N     | →       |         | 12C     | +       | 4He     | + 5.0 مليون إلكترون فولت   |

## التعريف
يمكن تصنيف تفاعلات الاندماج من خلال نسبة طاقة الاندماج التي تُحمل على شكل نيوترونات. يعد هذا مؤشرًا مهمًا على حجم المشكلات المرتبطة بالنيوترونات مثل الضرر الإشعاعي والحماية البيولوجية والتعامل عن بعد مع التفاعل والسلامة العامة. عرّفت ولاية نيوجيرسي التفاعل غير النيوتروني بأنه تفاعل لا تحمل فيه النيوترونات أكثر من 1% من إجمالي الطاقة المنبعثة، على الرغم من أن العديد من أبحاث الاندماج غير النيوتروني تشمل تفاعلات لا تستوفي هذا الشرط.